# ウコン (サクラ)
ウコン（鬱金、学名：Cerasus Sato-zakura Group ‘Grandiflora’ A. Wagner）は、バラ科サクラ属の植物。オオシマザクラを基に生まれた日本原産の栽培品種のサトザクラ群のサクラ。名前はショウガ科のウコンの根を染料に用いた鬱金色に由来する。別名は「浅黄（桜）」。

## 特徴

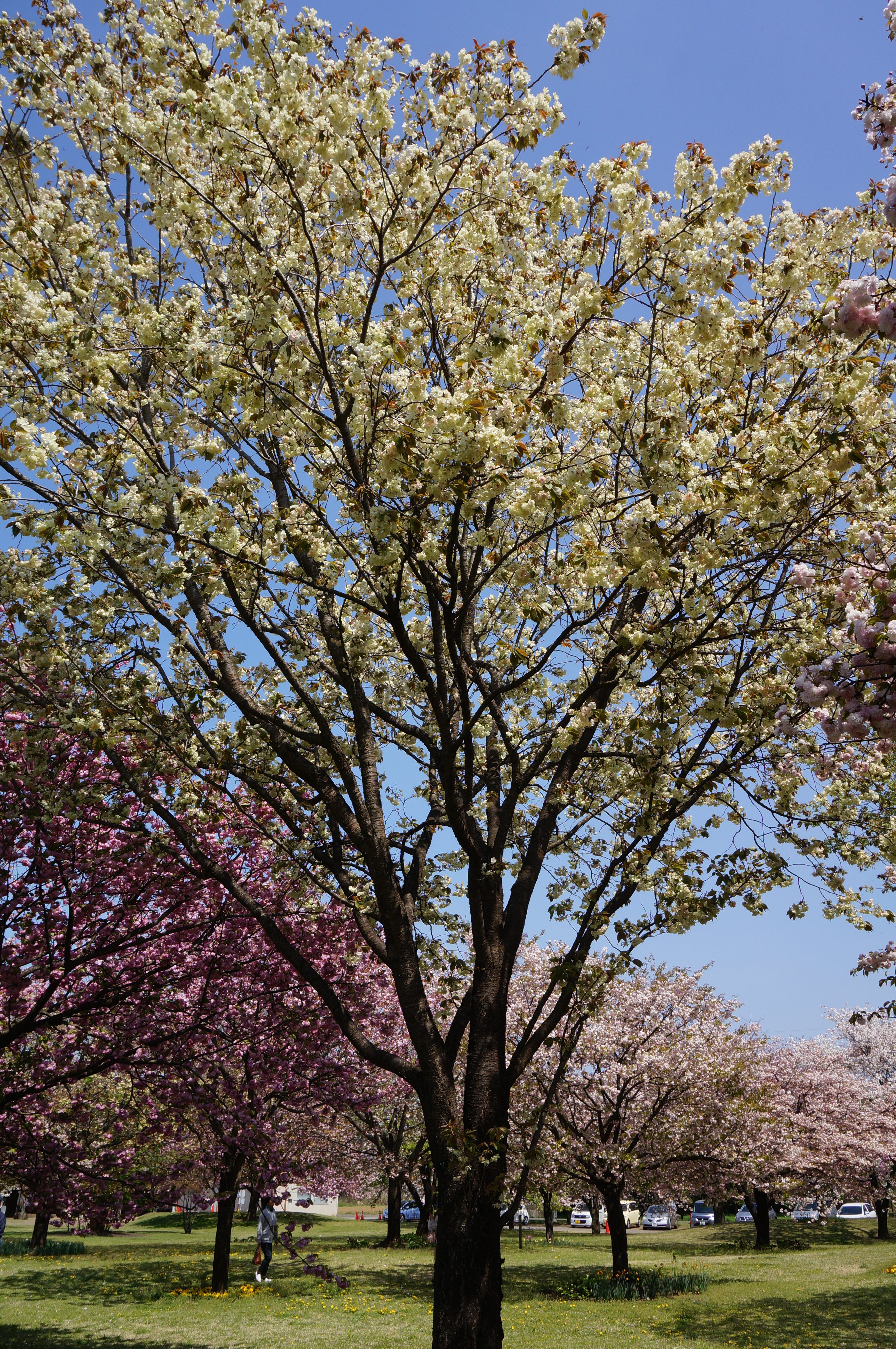
日本花の会 結城農場 桜見本園にて

江戸時代以前からある栽培品種で荒川堤で栽培されていたサトザクラの一つ。
最大の特徴は、ギョイコウ（御衣黄）、スマウラフゲンゾウ（須磨浦普賢象）、ソノサトキザクラ（園里黄桜）、ソノサトリョクリュウ（園里緑龍）と同じく、黄色・黄緑・緑色系の花を咲かせることである。DNA解析により枝変わりの可能性が指摘されている。花弁に黄色のカロテノイドと緑色のクロロフィルを含む葉緑体をもつ性質はギョイコウなどと同じであるが、ウコンは緑色のクロロフィルが少量のため黄緑（淡黄色）に見え、ギョイコウはクロロフィルが多量のためより濃い緑色に見えると考えられている。
樹形は高木の盃状、八重咲きの黄緑に近い黄色い大輪の花をつけるヤエザクラである。東京を基準とした花期は4月中旬。
ウコンの花は日本国外でも人気が高い。
- ウコンと同じ黄緑系のソノサトキザクラ（上野恩賜公園にて）
- 同左